# Нельговка (село)
Нельговка (укр. Нельгівка) — село в Зеленовском сельском совете Приморского района Запорожской области Украины.
Код КОАТУУ — 2324882003. Население по переписи 2001 года составляло 554 человека.

## Географическое положение
Село Нельговка находится в 1-м км от левого берега реки Юшанлы, ниже по течению на расстоянии в 2,5 км расположено село Тарасовка (Черниговский район). По селу протекает пересыхающий ручей с запрудой.

## История
- 1862 год — дата основания.

## Экономика
- «Украина», СПК.

## Объекты социальной сферы
- Школа;
- Детский сад;
- Дом культуры.

## Религия
- Храм архистратига Божьего Михаила.